# Brittis Benzler
Britt-Marie (Brittis) Christina Benzler, född 12 december 1958, i Stockholm, är en svensk politiker (vänsterpartist) och ämbetsman. Hon är sedan den 15 januari 2024 landshövding i Jönköpings län.
Benzler var mellan 1986 och 1988 förbundssekreterare i Kommunistisk Ungdom och mellan 1987–1990 medlem i VPKs programkommission som föreslog namnbytet till Vänsterpartiet. Benzler var 1990–1996 och 2014–2020 ledamot i vänsterpartiets partistyrelse och valdes 1991 in i dess verkställande utskott. Hon har varit regionråd på Gotland i 12 år samt gruppledare i regionfullmäktige i mer än 20 år. Hon medverkade 2013 i TV-dokumentärserien Kommunpampar.
Benzler utsågs den 15 maj 2020 till landshövding i Hallands län för perioden 1 juni 2020 till och med den 30 november 2023. Den 16 november 2023 utsågs hon till landshövding i Jönköpings län från den 15 januari 2024 till och med den 30 november 2027.